# Seminarium duchowne na Chalki
Seminarium duchowne na Chalki – prawosławne seminarium duchowne na wyspie Heybeliada (gr. Chalki), istniejące w latach 1844–1971. Było jedyną szkołą teologiczną przygotowującą kandydatów na kapłanów Patriarchatu Konstantynopolitańskiego oraz umożliwiającą duchownym zdobycie wykształcenia teologicznego. Patriarchat Konstantynopolitański stara się o jego powtórne otwarcie.

## Historia
Na wyspie Heybeliada (Chalki) znajduje się stauropigialny monaster Trójcy Świętej, prawdopodobnie utworzony jeszcze w okresie bizantyjskim. Przy monasterze w 1842, za zgodą władz tureckich, utworzona została szkoła teologiczna kształcąca kapłanów do służby w Patriarchacie Konstantynopolitańskim.  Do 1899 seminarium było szkołą siedmioklasową z czterema klasami kształcenia ogólnego, realizującymi program liceum klasycznego, i trzema klasami teologicznymi. W latach 1899–1923 działało jako pięcioletnia wyższa szkoła teologiczna. Następnie powrócono do pierwotnego systemu kształcenia, który obowiązywał do zamknięcia szkoły w 1971. W wymienionym roku władze tureckie zlikwidowały seminarium na mocy nowego prawa zabraniającego prowadzenia w Turcji uczelni prywatnych. 
Na terenie szkoły obowiązywała reguła monastyczna. W związku z tym naukę w seminarium mogli podejmować jedynie mężczyźni nieżonaci, kapłani lub mnisi. Słuchacze seminarium mieszkali w internacie i tylko okazjonalnie mogli opuszczać teren szkoły. Zdecydowana większość świeckich absolwentów seminarium przyjmowała święcenia kapłańskie; w przeciwnym razie absolwent był zobowiązany do zwrotu kosztów kształcenia. Seminarium na Chalki było jedną z najlepszych pod względem poziomu kształcenia prawosławnych szkół teologicznych na świecie.
Pierwotnie siedzibą szkoły był drewniany budynek podzielony na pokoje profesorów, klasy, biura, siedzibę patriarchy oraz infirmerię. Biblioteka szkolna mieściła się w osobnym murowanym budynku. Pierwsza siedziba szkoły została zniszczona w pożarze w 1894. Nowe obiekty seminaryjne ufundował Paulos Skilitsis Stefanowik, fundator wielu greckich świątyń prawosławnych w Imperium Osmańskim. Szkoła wznowiła działalność w 1896 w nowym, dwupiętrowym budynku, przebudowanym i zmodernizowanym następnie w latach 50. XX wieku. Kompleks seminaryjny otacza ogród zaprojektowany przez metropolitę Wysp Książęcych Doroteusza.
Od momentu zamknięcia szkoły jej budynek jest miejscem konferencji i seminariów organizowanych przez Patriarchat Konstantynopolitański. Kościół stara się o ponowne otwarcie placówki. Zgoda na wznowienie działalności seminarium jest również wymieniana wśród warunków, które miałaby spełnić Turcja przed akcesją do Unii Europejskiej. Władze tureckie kilkakrotnie zapowiadały wydanie zgody na otwarcie placówki jako „szkoły zawodowej dla mniejszości”, faktycznie jednak seminarium pozostaje nieczynne. W 2015 turecki dziennik „Hürriyet” podał, że prezydent Turcji Recep Tayyip Erdoğan zasugerował możliwość ponownego otwarcia szkoły w zamian za zgodę na budowę meczetu w Salonikach. Według innej wersji warunkiem otwarcia seminarium miałaby być zgoda na otwarcie meczetu w Atenach.
Seminarium na Chalki ukończyło łącznie 930 absolwentów, w tym 343 prawosławnych biskupów oraz dwunastu patriarchów konstantynopolitańskich.